# Heddersdorf’scher Adelshof
Der Heddersdorf’sche Adelshof ist ein ehemaliger Adelshof im Westen der Altstadt von Groß-Umstadt im Kreis Darmstadt-Dieburg in Hessen. Der Hof ist der kleinste der sieben ehemaligen Adelssitze in Umstadt. Er ging aus einem kleinen spätmittelalterlichen Burgsitz des 13. Jahrhunderts hervor. Das Kernstück der erhalten gebliebenen Teile der Anlage, das Herrenhaus, stammt aus dem späten 16. Jahrhundert, der Frühen Neuzeit.

## Lage

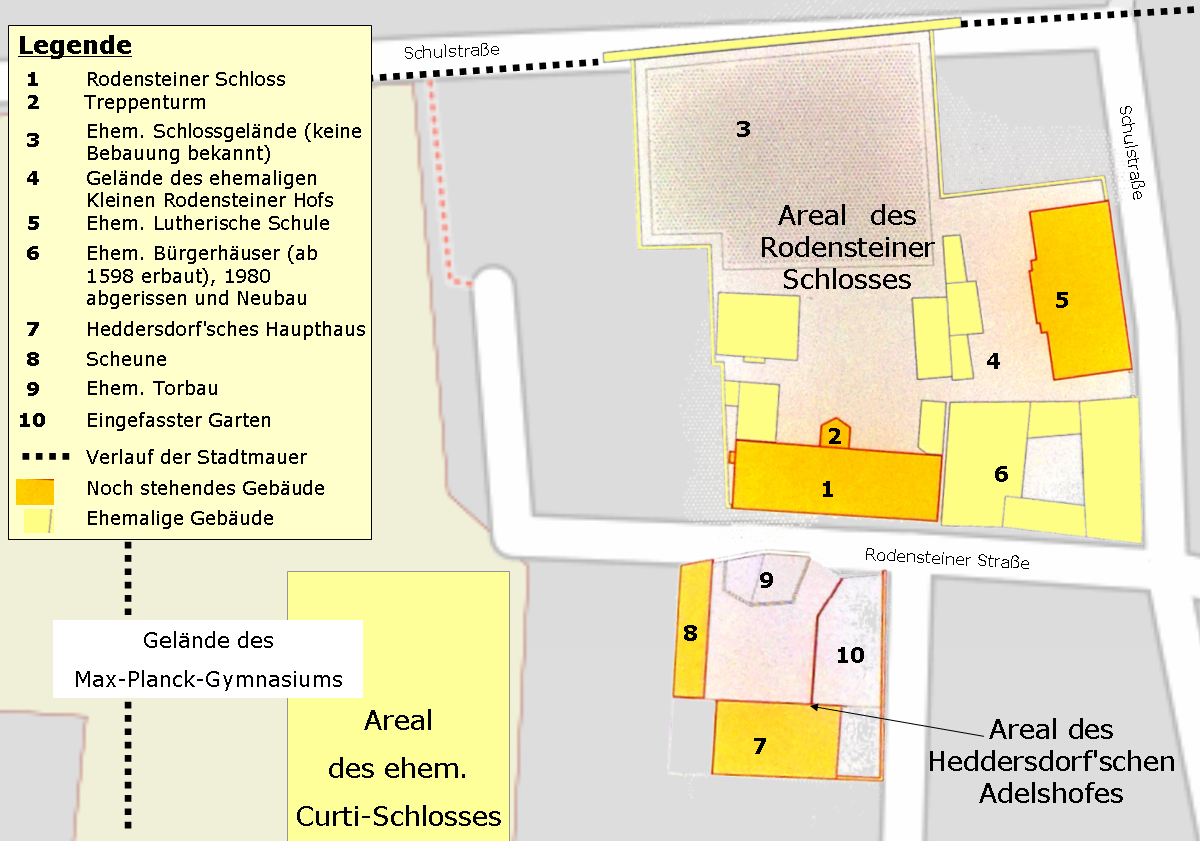
Größe und Lage des Adelshofes gegenüber dem Rodensteiner Schloss

Mit dem Eingang von der Rodensteiner Straße auf ehemals vorgesetztem, heute nicht mehr vorhandenem großen Torbogenportal, liegt das Areal des Heddersdorf’schen Adelshofes innerhalb der ehemaligen Stadtmauer von Umstadt, aber nicht an diese angelehnt, wie es beim nur 150 Meter weiter südwestlich gelegenem Pfälzer Schloss der Fall war. Nördlich über dem Eingang des Adelshofes auf der anderen Seite der Straße liegt das Hauptgebäude des Rodensteiner Schlosses. Ehemals grenzte das Gebäude westlich an das Curti-Schloss. Heute befinden sich dort Gebäudeteile des Max-Planck-Gymnasiums der Stadt. Südwestlich nur wenige Schritte über die Curtigasse hinweg liegt das Wambolt’sche Schloss in Rufweite.

## Geschichte
Der Hof war der erste Burgsitz der Wambolt von Umstadt und wurde Alter Wambolts Hof genannt. Es war deren erstes Allod in der Stadt, in der sie im 13. Jahrhundert sesshaft wurden. Erst in einer Erbschafts-Auseinandersetzung zwischen den Umstädter und Weinheimer Linien der Wambolt von Umstadt ging der Besitz verloren. Im Jahr 1558 war der letzte männliche Nachkomme der Umstädter Linie, Hans von Wambolt, gestorben. Regina Wambolt von Umstadt, mit Friedrich von Ratzeburg verheiratet, erhielt das Allodialgut als Erbteil von ihrem erbenden Vetter Wolf Wambolt von Umstadt, wohnhaft zu Weinheim, in einem Vergleich zugesprochen. Da sie ihren Ehemann überlebte, vermachte sie in ihrem Testament vom 1. September 1568 die Güter ihrer Schwester Anna Wambolt von Umstadt, die wiederum mit Ulrich von Hedersdorf verheiratet war.
Dabei ist der Wechsel im Besitz zwischen den Familien Heddersdorf und Wambolt ein interessantes Detail, wie es sich in umgekehrter Folge auch am Wambolt’schen Schloss abspielte. Ab 1570 wurde der Adelshof Erbgut der Umstädter Linie derer von Heddersdorf. Ursprünglich waren die von Heddersdorf Vasallen des Erzstiftes Mainz, verbreiteten sich aber auch neben dem Kanton Rheinstrom in den Kantonen Rhön-Werra und Odenwald. In den Domkapiteln von Mainz, Fulda und Würzburg finden sich Mitglieder der Familie. Wie viele katholische Familien aus dem Rhein-Main-Gebiet wandten sie sich nach der Reformation erst nach Franken. Hier sind zuerst ihre nahen Besitzungen in der Gegend um Aschaffenburg zu nennen. Ulrich von Hedersdorf selbst stammt von Gut Wendelstein bei Laufach. In der Chronik wird er als „ein würdiger Sprößling seiner Ahnen, von hitzigem Temperament und eigensinnigen Festhalten an unerreichbaren Ansprüchen“ beschrieben. Er schien sich also hoch verschuldet zu haben. Vor 1577 verstorben, ging das Erbe an seinen Sohn Hans, der 1622 verstarb. Er hatte zwei Söhne, Adam und Hans Ulrich, sowie eine Tochter. Nur Sohn Hans Ulrich hatte Nachkommen, die aber alle vor ihm starben, so dass mit seinem Tod 1658 die Umstädter Heddersdorfer Linie ausstarb. Erbe ist eigentlich sein Cousin Johann Schweickard von Heddersdorf. Da der Adelssitz wohl seit den Heddersdorfern nur noch Lehen von Kurmainz war, bat er um Lehensnachfolge. Aufgrund der Verschuldung des Besitzes wurde das abgelehnt und neben dem Heddersdorf’schen Adelshof auch das Gut Wendelstein zur Schuldbegleichung herangezogen.
Der Hof kam, wohl im Verkauf als Schuldbegleichung, in wechselnden, meist in Privatbesitz. Für das Jahr 1686 ist der Keller Tobias Chelius und ab 1725 dessen Enkel, der Hochfürstlich Hessen-Darmstädter Cammerschreiber und spätere Landescommissarius Georg Heinrich Wendel Musculus zu nennen. Dieser bewohnte das Anwesen nicht mehr selbst und setzte Verwalter ein. Am 2. Januar 1742 ließ die Familie Musculus das Adelshaus versteigern, das von der Landgrafschaft Hessen-Darmstadt erworben wurde. Diese ließ darin das zweite lutherische Pfarrhaus errichten. Im Umstädter Gebäudeverzeichnis von 1802 ist der Wert des kompletten Anwesens mit 9960 Gulden angegeben. 1849 ließ der Nachfolgestaat der Landgrafschaft, das Großherzogtum Hessen, das Anwesen wieder privatisieren. Der Besitz gelangte daraufhin in bürgerliche Hände. Zuerst ging er an die Familie Hillerich und 1939 in Erbfolge an Johannes Ritzert, über dessen Tochter der Hof noch heute in Privatbesitz ist.
Eine Bezeichnung als Hof derer von Haxthausen beruht auf einer Verwechslung.

## Beschreibung
Der heutige Blick auf Herrenhaus und Hof, wie er sich gegenwärtig vom Haupttor aus bietet, war früher nicht möglich, da sich das Anwesen von rund 1200 m² hinter einem großen, geschlossenen Torbau mit umlaufender, etwa drei Meter hoher Mauer (vermutlich die ehemalige Burgmauer) verbarg. Das südlich stehende Herrenhaus schaut auf einen Innenhof, dem links nach Westen eine große Scheune und rechter Hand nach Osten ein Hochgarten beigegeben sind. Im Torbogen der Scheune sind alte undatierte Sandsteinfriese vermauert.
Ob die südlich und westlich des Herrenhauses stehenden Gebäude früher mit zum Anwesen gehörten, ist nicht bekannt.
Das Herrenhaus ist ein breiter, rechteckiger und zweigeschossiger Bau, bestehend aus einem massiven Erdgeschoss mit Eckquaderung und einem vorkragenden Obergeschoss und steilem Dach. Das Fachwerk-Obergeschoss, das teilweise geschnitzte Balken besitzt, ist heute unter Verputz verborgen. Bemerkenswert ist die fränkische Diele (fränkisch Ern) mit Eichenholzdecke im Erdgeschoss und Stuckdecken mit geometrischen Figuren im Obergeschoss. Butzenscheibenfenster, Renaissance-Türumrahmungen und behauene Sandstein-Fenstergewände im Erdgeschoss sowie Wandschränke im Inneren des Gebäudes verweisen auf den ehemals repräsentativen Zweck des Hauses, während das Äußere nur noch wenig vom alten Glanz aufweist. Das rundbogige Eingangsportal und zahlreiche Steinmetzzeichen auf den Sandstein-Gewänden lassen die Erbauung des Herrenhauses auf die Zeit der Übernahme durch die von Hedersdorf um 1570 datieren.

## Heutige Nutzung
Der ehemalige Adelshof ist heute in Privatbesitz und zu Wohnzwecken vermietet, er ist nicht öffentlich zugänglich. Am Eingang befindet sich eine Informationstafel des Stadtrundganges mit wesentlichen Informationen zu Bau und Geschichte.
Das Anwesen ist als Kulturdenkmal ausgewiesen.